# Phylica
- Commons
- Wikispecies

Phylica L. é um género botânico pertencente à família Rhamnaceae.

## Espécies
- Phylica arborea
- Phylica nitida
- Phylica paniculata
- Phylica polifolia
- Lista completa

## Classificação do gênero
| Sistema | Classificação                      | Referência               |
| ------- | ---------------------------------- | ------------------------ |
| Linné   | Classe Pentandria, ordem Monogynia | Species plantarum (1753) |